# Repalassa petita
La repalassa, bardana, catxurrera, cuspinera, gaferot, gafet, llapa, llaparassa, llapassa o llapassera (Arctium minus), és una espècie de planta angiosperma biennal del gènere Arctium dins la família de les asteràcies.
Addicionalment pot rebre els noms de bardanera, catxurros, cols de bosc, cospí, cospiner, cospinera, cospineta, cospins, cospiu, cospiuera, cospius, enganxadones, enganxadores, enganxavelles, estiracabells, gafarró, gafarrons, gafarrots, gafets, gafets vermells, gos, gosset, gossets, gossos, herba cospinera, herba dels tinyosos, llaparasses, llapassa menor, llapasses, palló, paperina, paperines, pegamans, porpra, porpres, remolins, repalasses, sabatot, sabatots i socarrella. També s'han recollit les variants lingüístiques cuspiner, guspinera, lapassa, llampassa, llaparada, llapissera, llepalassa, lleparada, lleparassa, lleparasses, poltres, rapalassa, repalaca, repalada i repelasses.
És molt semblant a Arctium lappa, però de mida més petita i molt més freqüent als Països Catalans. És nadiua d'Europa amb una distribució més extensa que la d'Arctium lappa.

## Descripció
Planta herbàcia robusta que pot fer fins a 1, 5 metres d'alt, les fulles són llargues i ovades, les fulles de sota en forma de cor, de poc més de 50 cm, les flors són de color rosa a porpra. Floreix de juliol a octubre; els fruits són aquenis. Les arrels són molt profundes, de 30 cm de llargada o més.
Les bràctees dels seus capítols florals secs s'enganxen fàcilment al pèl i la roba amb el sistema del velcro com a sistema de transport mitjançant els animals i els humans.

## Hàbitat
Herbassars nitròfils de sòls profunds, més o menys humits, fins als 1.500 m d'altitud; no es troba a les Illes Balears.

## Taxonomia
Els següents noms són sinònims d'Arctium minus:
- Arcion minus Bubani
- Arctium batavum Arènes
- Arctium conglomeratum Schur ex Nyman
- Arctium euminus Syme
- Arctium lappa var. minus (Hill) A.Gray
- Arctium lappa var. pubens (Bab.) Fiori
- Arctium lappa subsp. pubens (Bab.) P.D.Sell
- Arctium melanoceps (Beger) G.H.Loos
- Arctium minus subsp. batavum (Arènes) Lambinon
- Arctium minus var. corymbosum Wiegand
- Arctium minus f. laciniatum Clute
- Arctium minus f. leucocephalum House
- Arctium minus var. melanoceps Beger
- Arctium minus f. pallidum Farw.
- Arctium minus subsp. pubens (Bab.) Arènes
- Arctium montanum Schweigg. ex Steud.
- Arctium nemorosum var. pubens (Bab.) Fiori
- Arctium pubens Bab.
- Bardana minor Hill
- Lappa conglomerata Schur
- Lappa minor Hill
- Lappa minor var. pubens (Bab.) Gustave & Hérib.
- Lappa puberis Boreau
- Lappa vulgaris var. minor (Hill) Neilr.